# Cathédrale de San Severo
La cathédrale de San Severo est une église catholique romaine de San Severo, en Italie. Il s'agit de la cathédrale du diocèse de San Severo.